# Codex Petropolitanus Purpureus
Der Codex Petropolitanus Purpureus (Gregory-Aland no. N oder 022; von Soden ε 19) ist eine griechische Handschrift des Neuen Testaments, die auf das 6. Jahrhundert datiert wird. Die Handschrift ist ein Purpurkodex.

## Beschreibung
Sie besteht aus den vier Evangelien auf 231 Purpurpergamentblättern (32 × 27 cm), allerdings fehlen dem Codex einige Teile der Evangelien. Der Text steht in zwei Spalten mit 16 Zeilen und ist geschrieben in großen Buchstaben. Es kann berechnet werden, dass der ursprüngliche Kodex 462 Blätter enthielt. Er enthält den Eusebischen Kanon.
Der nomina sacra abgekürzt und geschrieben in Gold (ΙΣ, ΘΣ, ΚΣ, ΥΣ, und ΣΩΤΗΡ).
Lücken
Matthäusevangelium
1,1–24; 2,7–20; 3,4–6,24; 7,15–8,1; 8,24–31; 10,28–11,3; 12,40–13,4; 13,33–41; 14,6–22; 15,14–31; 16,7–18,5; 18,26–19,6; 19,13–20,6; 21,19–26,57; 26,65–27,26; 26,34–Ende; 
Markusevangelium
1,1–5,20; 7,4–20; 8,32–9,1; 10,43–11,7; 12,19–14,25; 15,23–33; 15,42–16,20; 
Lukasevangelium
1,1–2,23; 4,3–19; 4,26–35; 4,42–5,12; 5,33–9,7; 9,21–28; 9,36–58; 10,4–12; 10,35–11,14; 11,23–12,12; 12,21–29; 18,32–19,17; 20,30–21,22; 22,49–57; 23,41–24,13; 24,21–39; 24,49–Ende; 
Johannesevangelium
1,1–21; 1,39–2,6; 3,30–4,5; 5,3–10; 5,19–26; 6,49–57; 9,33–14,2; 14,11–15,14; 15,22–16,15; 20,23–25; 20,28–30; 21,20–Ende.
Der Codex ist aufgeteilt auf acht Bibliotheken:
- 1 Blatt ist in Athen im Byzantinischen Museum
- 1 Blatt befindet sich in Privatbesitz von А. Spinola in Lerma
- 4 Blätter in der British Library in London
- 1 Blatt in der Pierpont Morgan Library, New York City
- 33 Blätter in der Bibliothek des Klosters des Heiligen Johannes auf Patmos
- 6 Blätter in den Vatikanischen Bibliotheken
- 182 Blätter in der Russischen Nationalbibliothek (Gr. 537) in Sankt Petersburg
- 1 Blatt im byzantinischen Museum in Thessaloniki
- 2 Blätter in der Österreichischen Nationalbibliothek in Wien

### Text

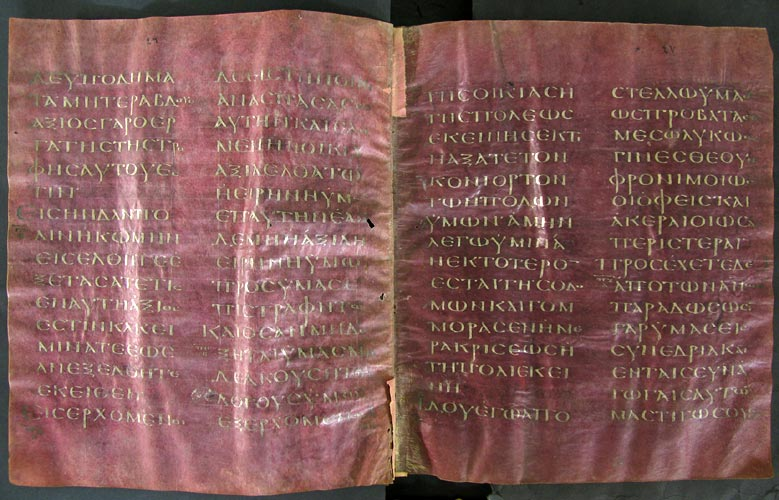
Matthäus 10,10–17

Der griechische Text des Codex repräsentiert den byzantinischen Texttyp und wird der Kategorie V zugeordnet. Die Perikope Johannes 7,53–8,11 fehlt.